# Route nationale 11 (Algérie)
Pour les articles homonymes, voir Route nationale 11.
La Route nationale 11 (N11) est une route nationale côtière algérienne de 418 km. Elle relie Alger à Oran en longeant la mer méditerranée. C'est une route alternative à la N4.

## Historique
Cette route côtière a mis longtemps à être réalisée en entier, avant d'être promue au rang de route nationale 11 en 1910, plusieurs parties de sa composantes actuelle étaient classés chemin de grande communication n°1 plus ou moins jusqu'à Mostaganem mais plusieurs parties n'ont été réalisées que quelques années avant qu'elle ne devienne une toute nationale.
La partie entre Mostaganem et Oran était classée N4.
Les passages les plus compliqués sont ceux avant et surtout après Tenes où il a fallu creuser dans la roche pour créer des passages.
Dans les années 1980, le tracé dans la wilaya d'Oran a été totalement redessinée avec la création d'un grand évitement à double voie de Bethioua, Arzew, Hassi Mefsoukh et Gdyel. Le Chemin de Wilaya 32 entre Gdyel et Oran a été reclassé N11 alors que le passage par Hassi Bounif a été déclassé en 1995.
À la fin des années 1990, la partie entre Mers El Hadjadj et Mostaganem a aussi été dédoublée. Avec la création d'échangeurs de type autoroutier, l'axe entre Oran et Mostaganem est désormais voie express sur 70 kilomètres.

## Parcours
La N11 parcourt de l'est vers l'ouest 57 communes réparties sur le littoral méditerranéen des 6 wilayas respectives d'Alger, Tipaza, Chlef,  Mostaganem, Mascara et Oran. sur une distance de 454 km.

### Wilaya d'Alger
La RN11 parcourt la wilaya d'Alger sur une distance de 76,8 km.
Ce sont respectivement les 17 communes suivantes, de l'est vers l'ouest, qui sont ainsi parcourues par cette voie terrestre névralgique:
1. Reghaia
2. Rouiba
3. Dar El Beïda
4. Bab Ezzouar
5. Mohammadia
6. Hussein Dey
7. Belouizdad
8. Alger-Centre
9. Casbah
10. Bab El Oued
11. Bologhine
12. Raïs Hamidou
13. Forêt de Baïnem
14. El Hammamet
15. Aïn Bénian
16. Chéraga
17. Staouéli
18. Forêt de Zéralda
19. Zéralda

### Wilaya de Tipaza
La N11 parcourt la wilaya de Tipaza sur une distance de 113 km.
Ce sont respectivement les 15 communes suivantes, de l'est vers l'ouest, qui sont ainsi parcourues par cette voie terrestre névralgique:
1. Douaouda
2. Fouka
3. Bou Ismaïl
4. Khemisti
5. Bouharoun
6. Aïn Tagourait
7. Tipaza
8. Nador
9. Cherchell
10. Sidi Ghiles
11. Hadjeret Ennous
12. Gouraya
13. Aghbal
14. Larhat
15. Damous

### Wilaya de Chlef
La N11 parcourt la wilaya de Chlef sur une distance de 123 km.
Ce sont respectivement les 9 communes suivantes, de l'ouest vers l'est, qui sont ainsi parcourues par cette voie terrestre névralgique:
1. Beni Haoua
2. Oued Goussine
3. Ténès
4. Sidi Abderrahmane
5. Aïn Hammadi
6. El Marsa
7. Méssadia
8. El Guelta
9. Dahra

### Wilaya de Mostaganem
La N11 parcourt la wilaya de Mostaganem sur une distance de 120 km.
Ce sont respectivement les 10 communes suivantes, de l'est vers l'ouest, qui sont ainsi parcourues par cette voie terrestre névralgique:
1. Ouled Boughalem
2. Achaacha
3. Khadra
4. Sidi Lakhdar
5. Hadjadj
6. Abdelmalek Ramdane
7. Mostaganem
8. Mazagran
9. Stidia
10. Fornaka

### Wilaya de Mascara
La N11 parcourt la wilaya de Mascara sur une distance de 4 km.
C'est une seule commune qui est ainsi parcourue par cette voie terrestre névralgique:
1. Mocta Douz

### Wilaya d'Oran
La N11 parcourt la wilaya d'Oran sur une distance de 52,3 km.
Ce sont respectivement les 8 communes suivantes, de l'est vers l'ouest, qui sont ainsi parcourues par cette voie terrestre névralgique:
1. Marsat El Hadjadj
2. Bethioua
3. Aïn El Bia
4. Hassi Mefsoukh
5. Gdyel
6. Hassi Ben Okba
7. Bir El Djir
8. Oran

## Paysage
La N11 emprunte le chemin côtier historique entre Alger et Oran à travers les wilayas d'Alger, Tipaza, Chlef,  Mostaganem et Oran.

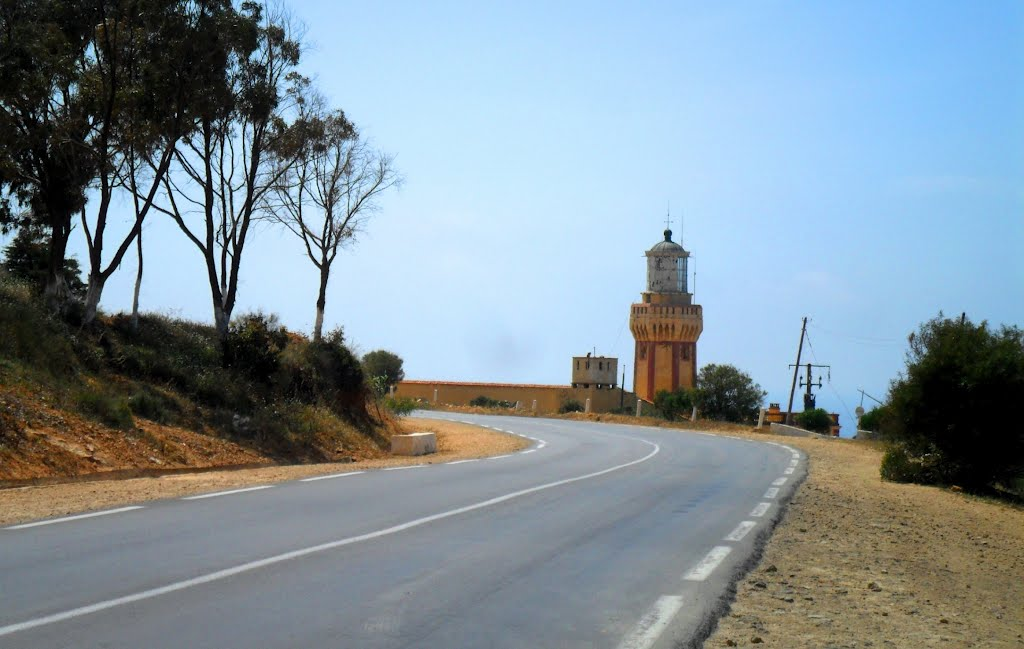
Virage du phare du cap Ivi
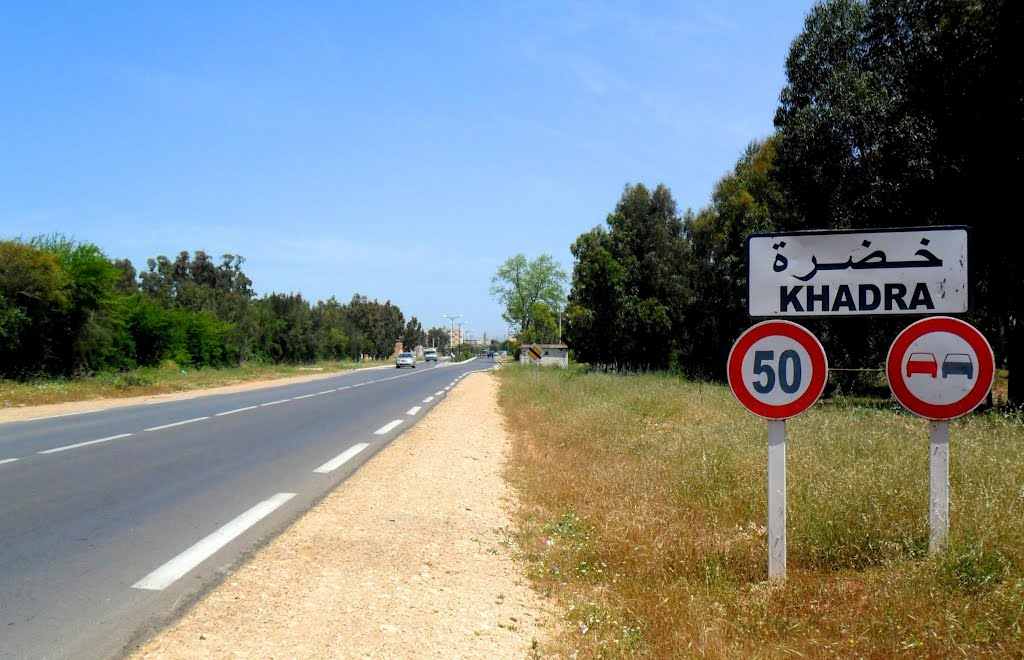
Entrée de Khadra
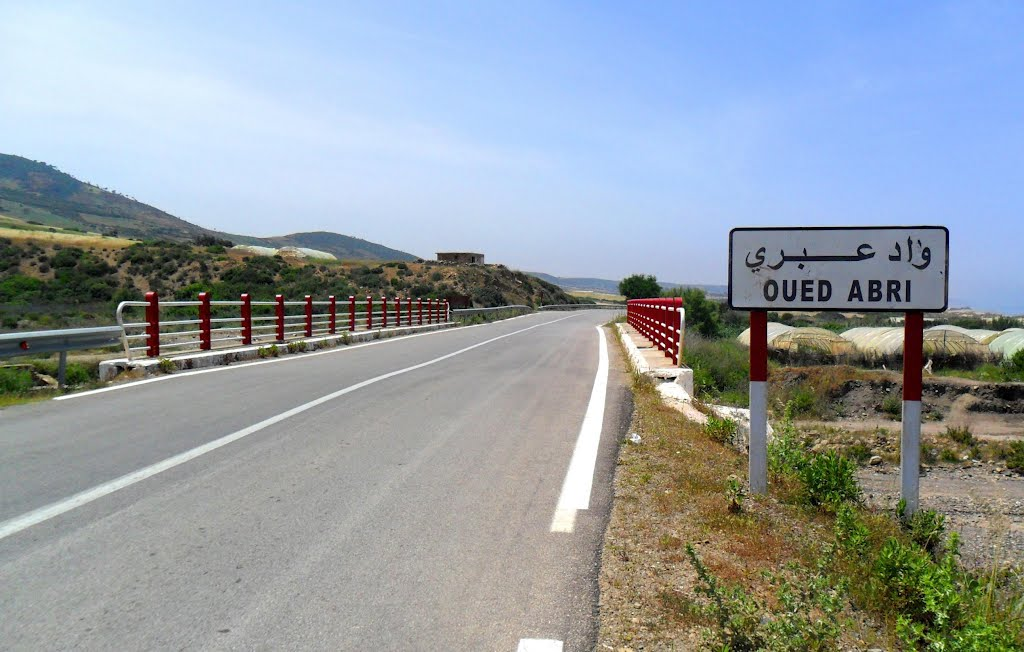
Oued Abri
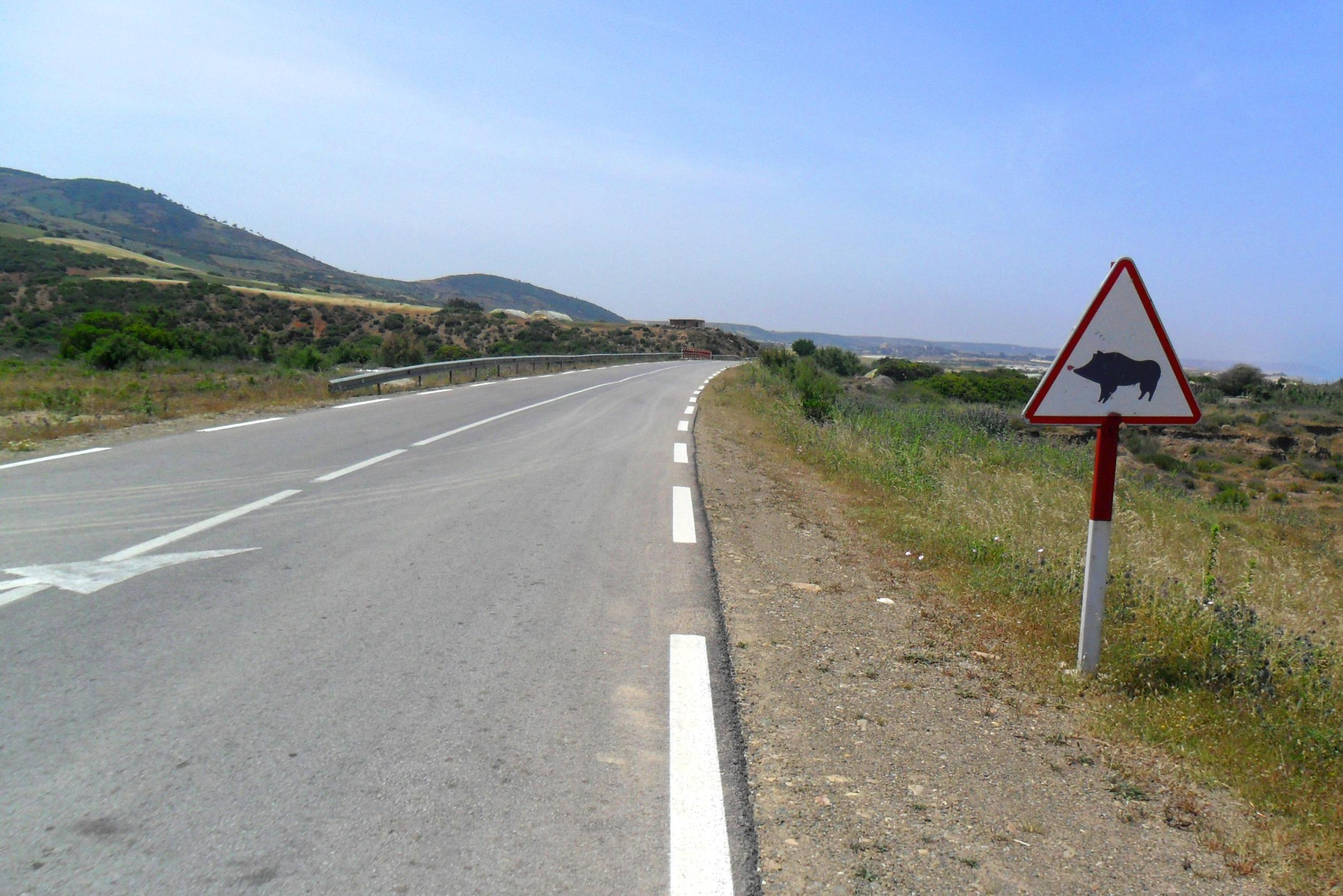
Attention sangliers
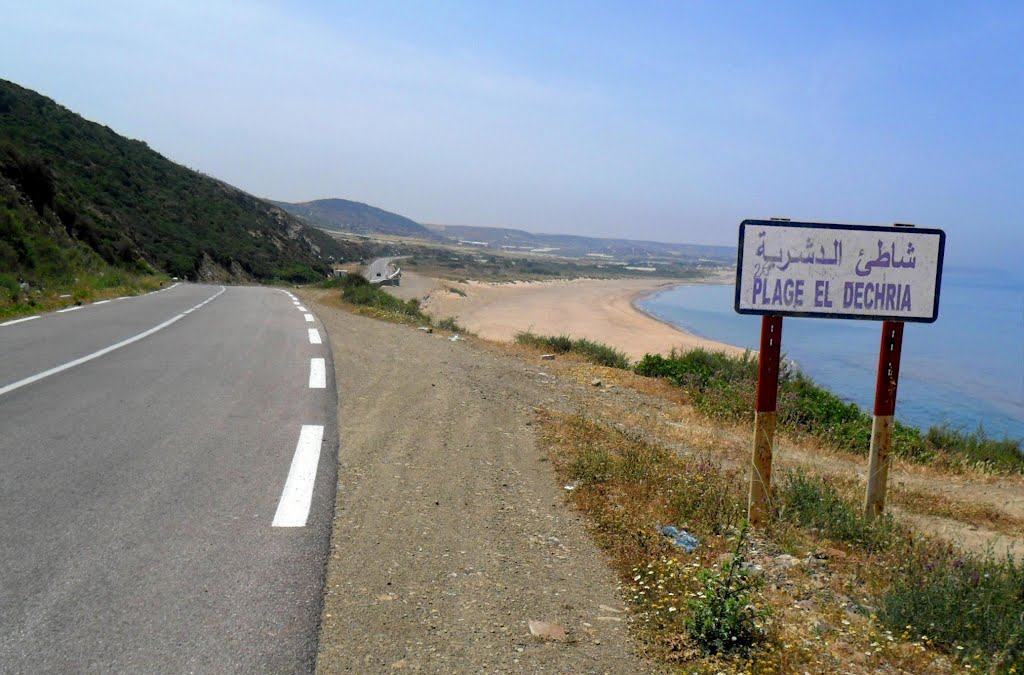
Plage de Dechira
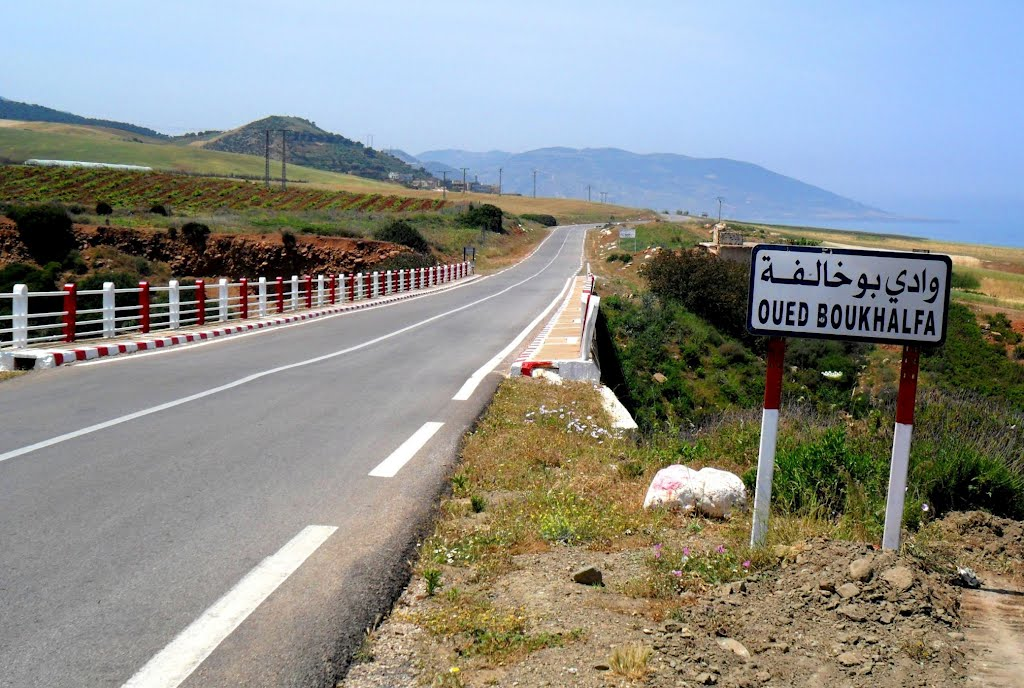
Oued Boukhalfa
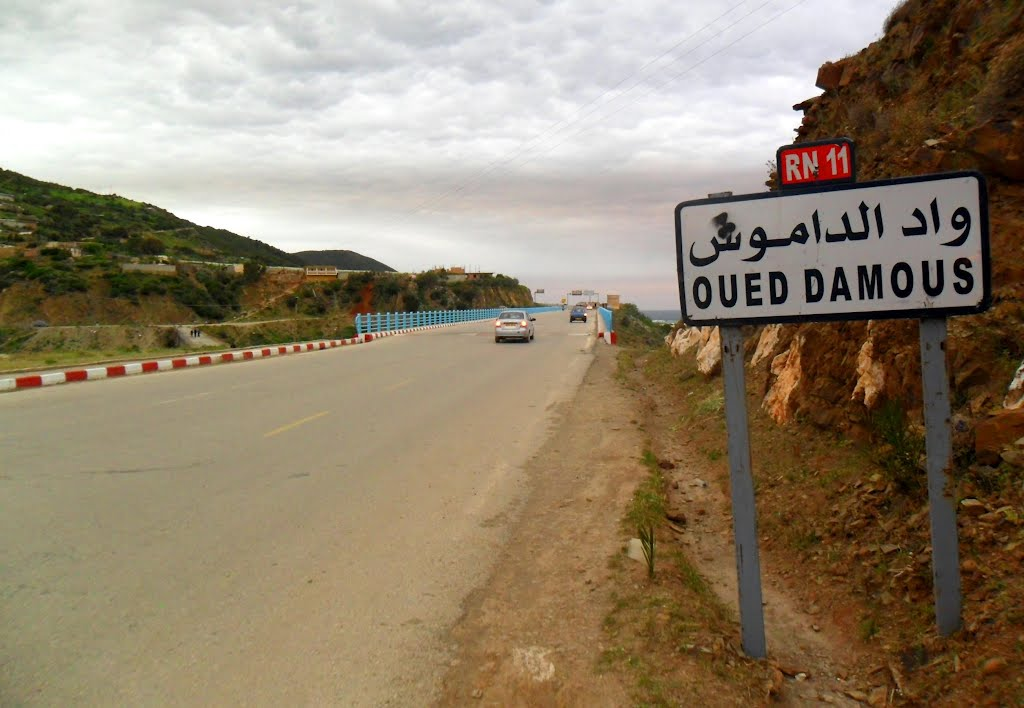
Oued Damous
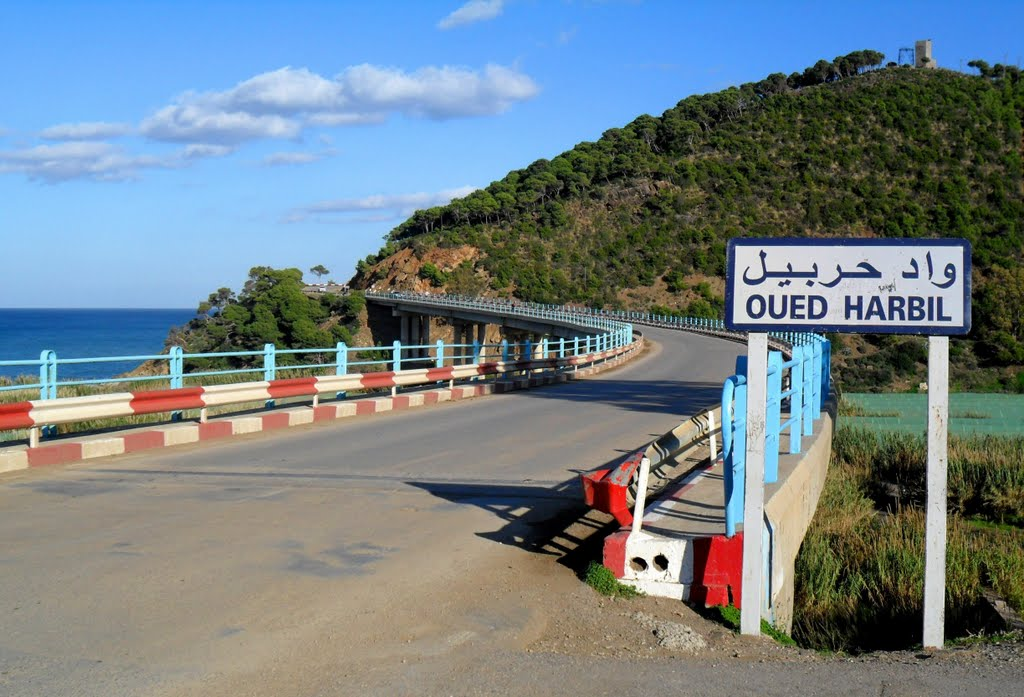
Oued Harbil
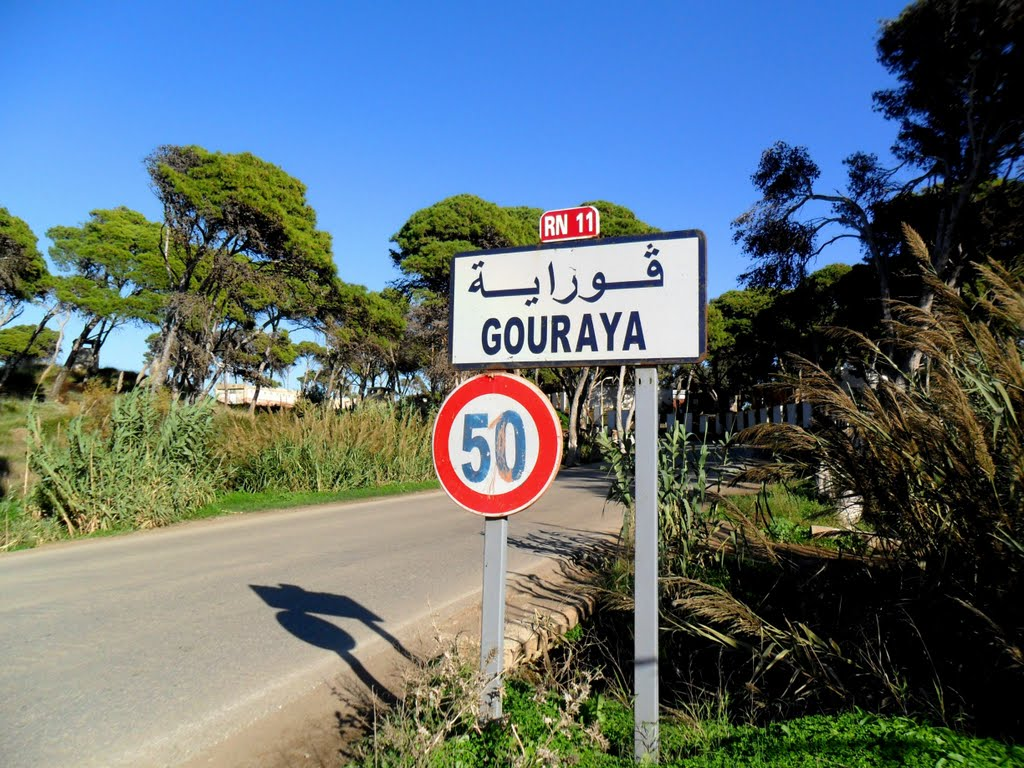
Entrée de Gouraya
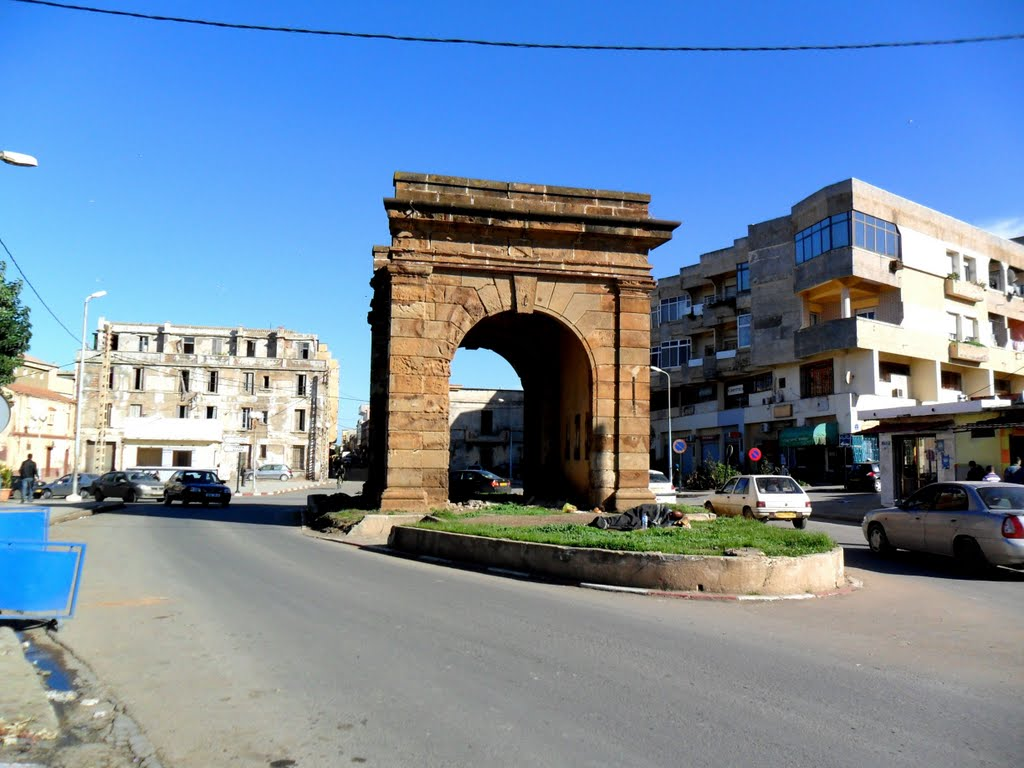
Arc du Triomphe de Cherchell